# Meedo broadwater
Meedo broadwater är en spindelart som beskrevs av Norman I. Platnick 2002. Meedo broadwater ingår i släktet Meedo och familjen Gallieniellidae.
Artens utbredningsområde är Queensland. Inga underarter finns listade i Catalogue of Life.